# Дело КПСС

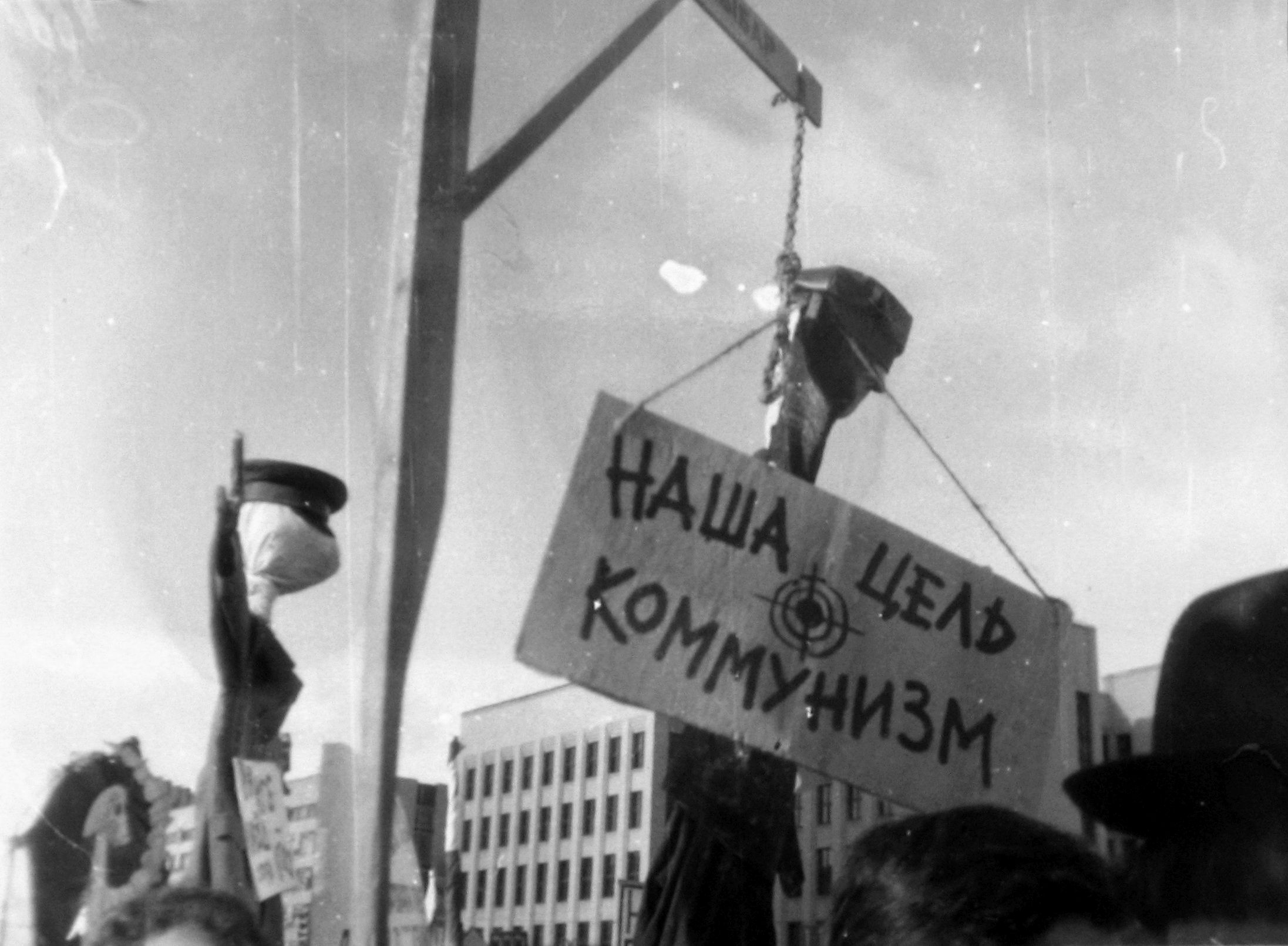
Чучело Ленина в кепке висит на виселице с петлёй и на шее и лозунгом на груди «Наша цель ⌖ коммунизм». Фото с антикоммунистического митинга 1990 года в Минске

«Дело КПСС» — конституционно-правовой процесс 1991—1992 годов, в котором Конституционный суд Российской Федерации рассмотрел вопрос о конституционности указов Президента РСФСР Б. Н. Ельцина о приостановке деятельности КПСС и КП РСФСР, распоряжении их имуществом и роспуске. Процесс был инициирован по ходатайству 37 народных депутатов России.

## Предыстория

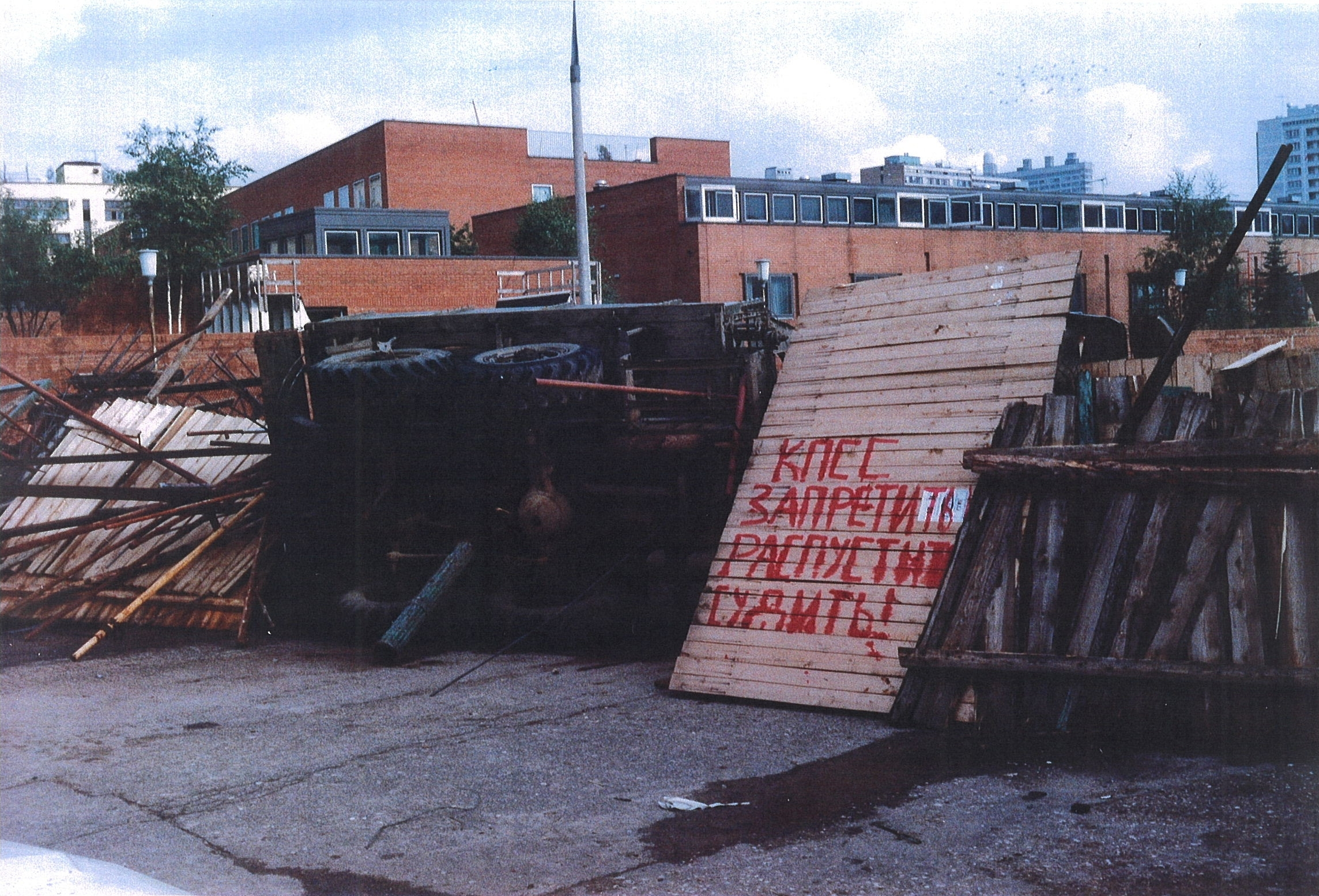
Баррикады в Москве в августе 1991 года с требованием запрета, роспуска и суда над КПСС

Идея суда над КПСС стала озвучиваться с конца 1980-х годов. На высшем уровне впервые открыто о том, что общественность требует «распустить и судить КПСС», доложил на 3-м внеочередном Съезде народных депутатов РСФСР В. А. Ачалов, добавив, что процесс уже перерос в стихийный снос памятников Ленину и нападения на депутатов. Первоначально представителями общественности предлагалось провести открытый процесс наподобие Нюрнберга или московских процессов времён сталинского террора, где судить коммунистических аппаратчиков и функционеров, прежде всего партноменклатуру, по уголовным статьям. Однако их подсудность на тот момент определена не была (т.е. какой орган будет судить КПСС — было не ясно, суд имел беспрецедентный характер, поскольку деликтный субъект — правящая партия — никогда до того не был стороной защиты, а высшие судебные органы СССР и РСФСР сами же являлись партийно-советскими органами и управлялись советскими аппаратчиками). Впоследствии, в силу интенсификации массового выхода бывших партийцев из рядов КПСС и образования множества новых партий, процесс над КПСС принял имущественный, хозяйственно-правовой характер. Речь теперь шла только о принадлежащем КПСС имуществе, в частности зарубежных счетах, золотом запасе, праве собственности и т. д. Кроме того, вместо изначально предполагавшегося всероссийского публичного процесса были устроены закрытые судебные заседания, где приглашённые к участию по делу в качестве экспертов гражданские служащие давали подписку о неразглашении и о невыезде из страны в течение пяти лет с момента участия в слушаниях по делу. Газета «Известия» от 27 августа 1991 года вышла с заголовком «СССР: период полураспада?», журналист П. Гутионтов писал: «Суд над КПСС неизбежен». Фонд «Общественное мнение» провёл опрос среди жителей 14 городов России: «Вы были бы за или против того, чтобы организовать суд над КПСС?», по результатам которого половина опрошенных высказались за суд, половина против. Маргарет Тэтчер, Конгресс США, члены Европарламента и другие западные организации и политические деятели с восторгом встретили такой поворот событий. Тон в дискуссии о проведении суда над КПСС задавали Ю. Афанасьев, А. Ципко, И. Клямкин, О. Калугин, В. Шостаковский и ряд других известных политических личностей. Гавриил Попов так выразил суть этой позиции: «Суд над КПСС — как в свое время суд над национал-социализмом в Нюрнберге — требует не апелляции к законам социалистического государства, а принятия особого статуса суда, особых норм и т. п. Нынешний «законный» подход заведёт нас в тупик скорее всего».

И в самом деле: судят КПСС! Где? В …Москве, центре международного коммунизма!!! Кто судит? Бывшие члены КПСС!!! Это — юристы с дипломами советских вузов, они одеты в западноевропейские судебные чёрные мантии, но на стене за их спинами висит… герб РСФСР!!! Кто главные обвинители? Бывший кандидат в члены Политбюро!!! Г. П. Якунин, поп-расстрига, который признался в Суде, что он крал документы из госучреждения! Или свидетель E. Альбац, дама с большим декольте, «жестокий обвинитель» ВЧК-КГБ. […] Иногда казалось, что некоторые из свидетелей сошли со страниц Гоголя или Салтыкова-Щедрина. Фарсовыми были слухи, распространявшиеся в кулуарах Суда о «Готовящемся покушении на жизнь адвоката Макарова», или заявление свидетеля Гайворонского (от которого он впоследствии отказался) о пьяном, которого якобы выносили из здания КС. Признаюсь: и мой вопрос свидетелю Яковлеву: «Вы агент ЦРУ?», разумеется, имел сатирический подтекст. «Наш театр абсурда, — верно подметил тот же журналист И. Вырубов, — глубоко реалистичен. В смысле буквального, точного отражения окружающей действительности». Нужен ли был этот процесс?— 
Этот лозунг («Судить КПСС!» а также «Даёшь советский Нюрнбергский процесс!») был популярен среди части населения и использовался как элемент предвыборной платформы различных популистских деятелей вплоть до выборов в Госдуму в октябре-ноябре 1993 года (на которых победила ЛДПР во главе с Владимиром Жириновским, который тоже обещал избирателям устроить суд на КПСС, хотя впоследствии открещивался от своих предвыборных обещаний, заявляя что КПРФ — «наш главный конкурент, не противник»). Впоследствии, чтобы пресечь дальнейшие попытки суда над бывшими партийцами в дальнейшем в Конституции РФ был законодательно прописан принцип депутатской неприкосновенности, который защищал депутатов от попыток следствия и суда.

## Процесс
В процессе участвовали:
- представители 37 депутатов.
- представители интересов КПСС и КП РСФСР (частично совпадали с предыдущей группой).
- представители президента Ельцина,
- представители группы из более чем 70 народных депутатов, требовавшей рассмотрения вопроса о конституционности КПСС и КП РСФСР.

В указе Б. Н. Ельцина о приостановлении деятельности КП РСФСР было признано не соответствующим Конституции предписание министру внутренних дел и прокуратуре «провести расследование фактов антиконституционной деятельности» партии, а также пункт о вступлении указа в силу с момента подписания.
По другим указам суд признал неконституционным роспуск первичных парторганизаций, образованных по территориальному принципу, но оставил в силе решение о роспуске руководящих структур КПСС и КП РСФСР. Распоряжения о передаче имущества компартии органам исполнительной власти были признаны конституционными по отношению к той части управляемого КПСС имущества, которая являлась государственной или муниципальной собственностью, и неконституционными по отношению к той части, которая либо являлась собственностью КПСС, либо находилась в её ведении, хотя права собственника вообще не были определены документально. По вопросу о проверке конституционности КПСС и КП РСФСР производство было прекращено в связи с тем, что в августе-сентябре 1991 года КПСС фактически распалась.

## Судьи
Судьи А. Л. Кононов, Б. С. Эбзеев и В. О. Лучин представили особые мнения.
Судья Г. А. Гаджиев позднее отмечал, что «решение во многом было продиктовано политическими резонами — оно не родилось только из юридической логики».

## Оценка деятельности в мотивировочной части Постановления
В стране в течение длительного времени господствовал режим неограниченной, опирающейся на насилие власти узкой группы коммунистических функционеров, объединенных в политбюро ЦК КПСС во главе с генеральным секретарем ЦК КПСС.
Имеющиеся в деле материалы свидетельствуют о том, что руководящие органы и высшие должностные лица КПСС действовали в подавляющем большинстве случаев втайне от рядовых членов КПСС, а нередко — и от ответственных функционеров партии. На нижестоящих уровнях управления вплоть до района реальная власть принадлежала первым секретарям соответствующих партийных комитетов. Лишь на уровне первичных организаций КПСС имела черты общественного объединения, хотя производственный принцип формирования этих организаций ставил членов КПСС в зависимость от их руководства, тесно связанного с администрацией.

Материалами дела, в том числе показаниями свидетелей, подтверждается, что руководящие структуры КПСС были инициаторами, а структуры на местах — зачастую проводниками политики репрессий в отношении миллионов советских людей, в том числе в отношении депортированных народов. Так продолжалось десятилетиями.

## Решение (резолютивная часть Постановления)
Конституционный суд не рассматривал конституционность КПСС и Компартии РСФСР, так как первая прекратила существование после распада СССР, а вторая не регистрировалась как общественная организация.
Конституционный Суд постановил:
- По Указу от 23 августа 1991 года «О приостановлении деятельности Коммунистической партии РСФСР» — признать не соответствующим Конституции содержащееся в пункте 1 предписание министру внутренних дел и прокуратуре «провести расследование фактов антиконституционной деятельности КП РСФСР».
- Указания прокуратуре направить материалы расследования на рассмотрение судебных органов (п.1) и обеспечить надзор за исполнением указа (п.5) признаны не имеющими юридической силы, так как это и так является обязанностью органов прокуратуры.
- Пункт 6 — о вступлении указа в силу с момента подписания — признан не соответствующим принципу права, в соответствии с которым акт, ограничивающий права граждан, вступает в силу только после официального опубликования.
- Остальные пункты этого указа, которыми до разрешения вопроса о конституционности КП РСФСР в судебном порядке была приостановлена деятельность органов и организаций российской компартии, её имущество было передано на сохранение государственных органов, а её денежные средства были заморожены, Суд посчитал соответствующими Конституции.
- По указу от 25 августа 1991 года «Об имуществе КПСС и КП РСФСР» — пункты, содержащие распоряжения о передаче имущества компартии органам исполнительной власти, признаны соответствующими Конституции по отношению к той части имущества, которая хоть и находилось во владении, распоряжении и пользовании КПСС, но являлась государственной или муниципальной собственностью.
- Неконституционными признаны указания Президента РФ национализировать ту часть имущества, которая либо являлась собственностью КПСС, либо находилась в её ведении, хотя права собственника вообще не были определены документально.
- Все споры по имуществу, собственником которого государство не являлось, могут быть разрешены в судебном порядке.
- Президенту предложено обнародовать исчерпывающие сведения о принятых решениях относительно имущества КПСС и КП РСФСР и о фактическом использовании этого имущества.
- По указу от 6 ноября 1991 года «О деятельности КПСС и КП РСФСР» — признан соответствующим Конституции пункт 1 — «Прекратить на территории РСФСР деятельность КПСС, КП РСФСР, а их организационные структуры распустить» — применительно к роспуску руководящих структур КПСС и КП РСФСР.
- Неконституционным признан роспуск оргструктур первичных парторганизаций, образованных по территориальному принципу.
- По сопутствующему вопросу о проверке конституционности КПСС и КП РСФСР — производство было прекращено в связи с тем, что в августе-сентябре 1991 года КПСС фактически распалась и утратила статус общесоюзной организации, что роспуск руководящих организационных структур КПСС и КП РСФСР как её составной части признан соответствующим Конституции РФ и что КП РСФСР организационно не оформлена в качестве самостоятельной политической партии.